# Космологическая постоянная
Космологи́ческая постоя́нная, иногда называемая лямбда-член (от названия греческой буквы Λ, используемой для её обозначения в уравнениях общей теории относительности) — физическая постоянная, характеризующая свойства вакуума, которая вводится в общей теории относительности. С учётом космологической постоянной уравнения Эйнштейна имеют вид
{\displaystyle R_{ab}-{R \over 2}g_{ab}+\Lambda g_{ab}={8\pi G \over c^{4}}T_{ab}}
где {\displaystyle \Lambda } — космологическая постоянная, {\displaystyle g_{ab}} — метрический тензор, {\displaystyle R_{ab}} — тензор Риччи, {\displaystyle R} — скалярная кривизна, {\displaystyle T_{ab}} — тензор энергии-импульса, {\displaystyle c} — скорость света, {\displaystyle G} — гравитационная постоянная Ньютона. Размерность космологической постоянной в таких единицах соответствует размерности обратной площади, или обратному квадрату длины (в СИ — м−2).
Космологическая постоянная была введена Эйнштейном для того, чтобы уравнения допускали пространственно однородное статическое решение. После построения теории эволюционирующей космологической модели Фридмана и получения подтверждающих её наблюдений, отсутствие такого решения у исходных уравнений Эйнштейна не рассматривается как недостаток теории.
Перенесение в уравнениях Эйнштейна лямбда-члена в правую часть (т.е. его формальное включение в тензор энергии-импульса)
{\displaystyle R_{ab}-{R \over 2}g_{ab}={8\pi G \over c^{4}}T_{ab}-\Lambda g_{ab}}
демонстрирует, что при {\displaystyle \Lambda \neq 0} пустое пространство создаёт гравитационное поле (т.е. кривизну пространства-времени, описываемую левой частью уравнений) такое, как если бы в нём присутствовала материя с плотностью массы {\displaystyle \rho _{\Lambda }={\frac {c^{2}\Lambda }{8\pi G}},} плотностью энергии {\displaystyle \varepsilon _{\Lambda }={\frac {c^{4}\Lambda }{8\pi G}}} и давлением {\displaystyle p_{\Lambda }=-\varepsilon _{\Lambda }.} В этом смысле можно рассматривать плотность энергии вакуума и давление (точнее, тензор натяжений {\displaystyle -{\frac {c^{4}\Lambda }{8\pi G}}g_{ab}}) вакуума. При этом релятивистская инвариантность не нарушается: {\displaystyle \varepsilon _{\Lambda }} и {\displaystyle p_{\Lambda }} одинаковы в любой системе отсчёта, лямбда-член инвариантен по отношению к преобразованиям локальной группы Лоренца, что соответствует принципу лоренц-инвариантности вакуума в квантовой теории поля. С другой стороны, {\displaystyle \Lambda g_{ab}} можно рассматривать как тензор энергии-импульса некоего статического космологического скалярного поля. Сейчас активно развиваются оба подхода, и не исключено, что вклад в космологическую постоянную дают оба этих эффекта.
До 1997 года достоверных указаний на отличие космологической постоянной от нуля не было, поэтому она рассматривалась в общей теории относительности как необязательная величина, наличие которой зависит от эстетических предпочтений автора. В любом случае её величина (порядка 10−26 кг/м3) позволяет пренебрегать эффектами, связанными с её наличием, вплоть до масштабов скоплений галактик, то есть практически в любой рассматриваемой области, кроме космологии. В космологии, однако, наличие космологической постоянной может существенно изменять некоторые этапы эволюции наиболее распространённых космологических моделей. В частности, космологические модели с космологической постоянной предлагалось использовать для объяснения некоторых свойств распределения квазаров.
В 1998 году двумя группами астрономов, изучавших сверхновые звёзды, практически одновременно было объявлено об открытии ускорения расширения Вселенной (см. тёмная энергия), которое предполагает в простейшем случае объяснения ненулевую положительную космологическую постоянную. К настоящему времени эта теория хорошо подтверждена наблюдениями, в частности, со спутников WMAP и Planck. Величина Λ = 1,0905·10−52 м−2, полученная в последних публикациях коллаборации Planck (2020 год) для стандартной космологической модели ΛCDM, соответствует плотности энергии вакуума 5,25⋅10−10 Дж/м3 (или плотности массы 5,84⋅10−27 кг/м3). Измеренное значение Λ ≈ 1/(10 млрд световых лет)2 близко к обратному квадрату современного радиуса наблюдаемой Вселенной; это совпадение с точностью до порядка, иными словами, близость плотностей тёмной энергии и материи (обычной и тёмной) в современной Вселенной, пока остаётся необъяснённым.
По мнению многих физиков, занимающихся квантовой гравитацией, малая величина космологической постоянной трудно согласуется с предсказаниями квантовой физики и поэтому составляет отдельную проблему, именуемую «проблемой космологической постоянной». Всё дело в том, что у физиков нет теории, способной однозначно ответить на вопрос: почему космологическая постоянная так мала или вообще равна 0? Если рассматривать эту величину как тензор энергии-импульса вакуума, то она может интерпретироваться как суммарная энергия, которая находится в пустом пространстве. Естественным разумным значением такой величины считается её планковское значение, даваемое и различными расчётами энергии квантовых флуктуаций. Оно, однако, отличается от экспериментального на ~120 порядков, что некоторые авторы называют «худшим теоретическим предсказанием в истории физики». Естественная, ожидающаяся в теории величина космологической постоянной близка к обратному квадрату планковской длины LPl−2, тогда как наблюдающееся значение Λ ≈ 2,85·10−122 LPl−2.